# Ráj znovu (ne)nabytý

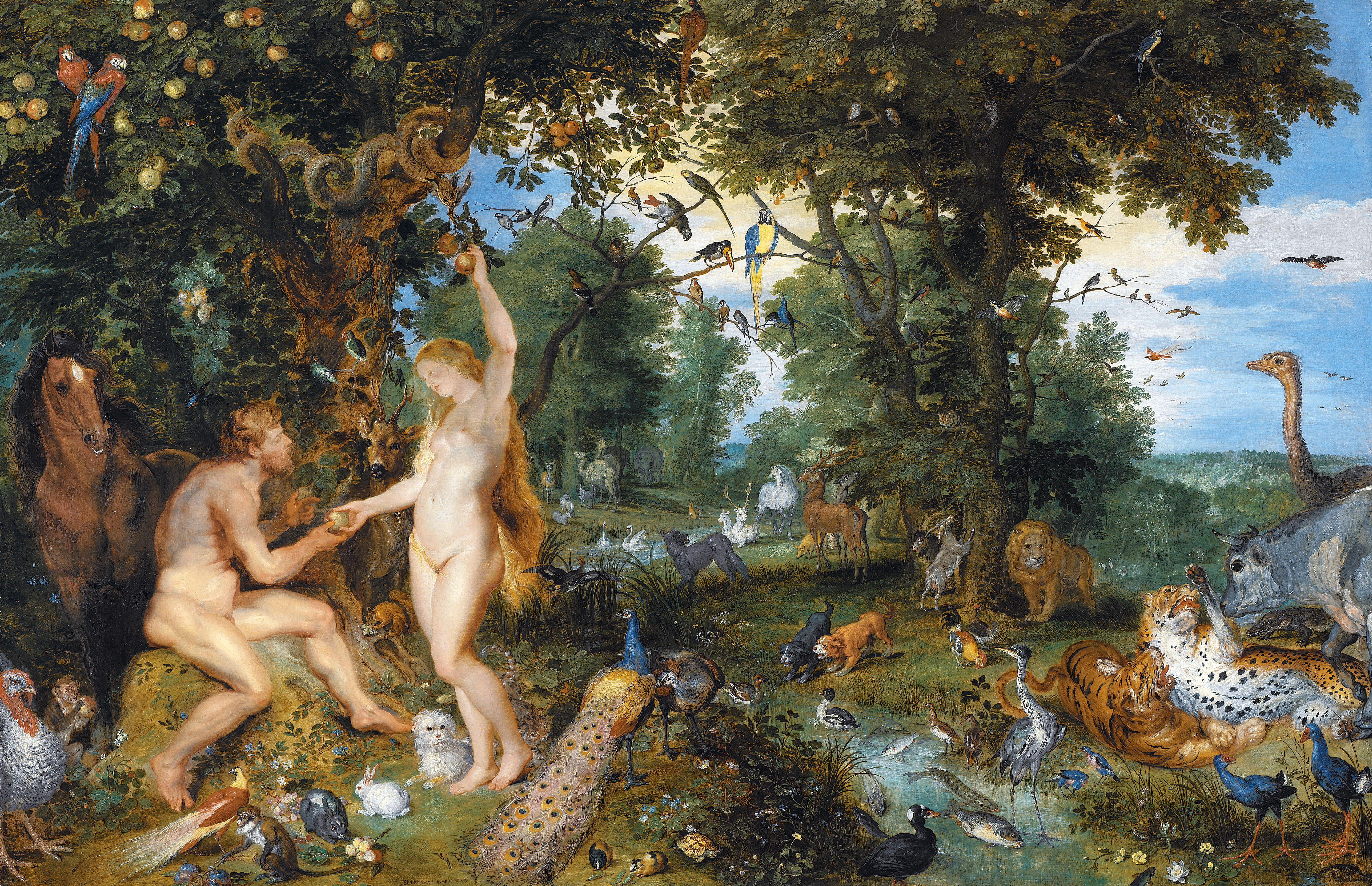
Jan Brueghel de Oude en Peter Paul Rubens - Het aards paradijs met de zondeval van Adam en Eva

Ráj znovu (ne)nabytý (v angl. originále Paradise (to be) Regained) je esej amerického transcendentalistického filozofa H. D. Thoreaua, vydaný poprvé v roce 1843. Esej je kritickou recenzí na knihu O ráji dosažitelném pro všechny a vytvořeném bezpracně, pomocí strojů a přírodních sil. Proslov ke všem inteligentním lidem. (1842) německého přistěhovalce do USA a technoutopisty J. A. Etzlera.

## Obsah
Thoreau se v eseji kriticky vyjadřuje ke zmíněné knize J. A. Etzlera. V ní autor představuje svou vizi materialistické utopie, kterou chtěl vytvořit masivním technologickým rozvojem, s jehož pomocí bude možno zajistit lidem materiální blahobyt téměř bez namáhavé práce. Thoreau zde přichází hned se dvěma klíčovými výhradami. Náprava společnosti je podle něj možná jedině skrze nápravu jednotlivců, nikoli cestou rozvinutějších technologií, podle něj se nemůžeme zaměřovat jen na materiální stránku lidského života – začít je třeba naopak naším duchovním rozvojem. Thoreau upozorňuje na iluzivnost představy, že můžeme někde „jinde“ vybudovat jakýsi lepší svět; odtud i název recenze "Ráj znovu (ne)nabytý". 
V neposlední řádě si také dobře uvědomoval, že Etzlerovy megalomanské záměry by měly ničivé důsledky pro přírodu.

## Citáty a výňatky
- „Země se v současné době po své oběžné dráze pohybuje s podlomeným zdravím.“[3]
- „Hanobíme hyenu, a přitom je nejlítějším a nejkrutějším zvířetem člověk!“[4]
- „Jak zle a hrubě zacházíme s přírodou! Nemohli bychom dělat jemnější práci? ... Dokážeme s lesem dělat něco více, než jej pouze kácet a prořezávat?“[4]
- „Ve skutečnosti nelze žádnou práci obejít. Můžeme ji odkládat na neurčito, nikoli však věčně. Stejně tak není možné si žádnou skutečně významnou práci usnadnit součinností ani s pomocí strojů.“[5]
- „Zmíněné rozsáhlé využití různých sil si nenecháme vnutit. Věříme, že většiny věcí bude muset být tak jako tak dosaženo metodou zvanou píle.“[6]
- „Běda! Tento nedostatek víry v sílu jednotlivce je do nebe volajícím hříchem naší doby. Ničeho nelze dosáhnout jinak než činností jedince.“[7]
- „I ty nejúžasnější vynálezy moderní doby dokážou upoutat naši pozornost jen velice málo; kromě toho hanobí přírodu. Zdá se, že každý stroj či jeho určité využití představuje mírné znevážení zákonů veškerenstva. Kolik skvělých vynálezů neznečišťuje zemi?“[8]
- „Pokud bychom chtěli opravdově a důkladně zušlechtit tento vnější život, nepochybně bychom nemohli zanedbat žádnou povinnost života niterného. Byl by to úkol pro celou naši povahu, a tázat se, čemu se budeme věnovat potom, by bylo stejně zbytečné, jako bychom se zeptali ptáků, co budou dělat, až si postaví hnízda a vyvedou mladé. Mravní reforma se však musí uskutečnit jako první – dále poplujeme hnáni pouze její silou a nutnost oné druhé reformy pomine.“[9]